# Artibeus lituratus
O Morcego-de-cara-branca (Artibeus lituratus) ou Morcego-das-frutas é uma espécie de morcego da família Phyllostomidae. É um dos maiores morcegos do Brasil e um dos mais comuns em áreas urbanas e de Mata Atlântica no país.
Pode ser encontrada no México, Belize, Guatemala, El Salvador, Honduras, Nicarágua, Costa Rica, Panamá, Colômbia, Venezuela, Guiana, Suriname, Guiana Francesa, Trinidad e Tobago, Brasil, Equador, Peru, Bolívia e Pequenas Antilhas (Santa Lúcia, Martinica, Barbados, São Vicente e Granadinas e Granada).

## Etimologia
Artibeus do grego significa: aquele que carrega ou anda direito ou com linhas ao redor, possivelmente em referência às linhas retas da face em espécies do gênero. O epíteto lituratus do latim significa corrigido.

## Distribuição
Esta espécie pode ser encontrada desde a parte central do México até o sul do Brasil, também na Argentina. No Brasil ocorre especialmente no Espirito Santo e também já foi relatado nas Pequenas Antilhas e em Trinidade e Tobago (PASSOS et al., 2006 e RUI et al., 1999).

## Habitat e comportamento

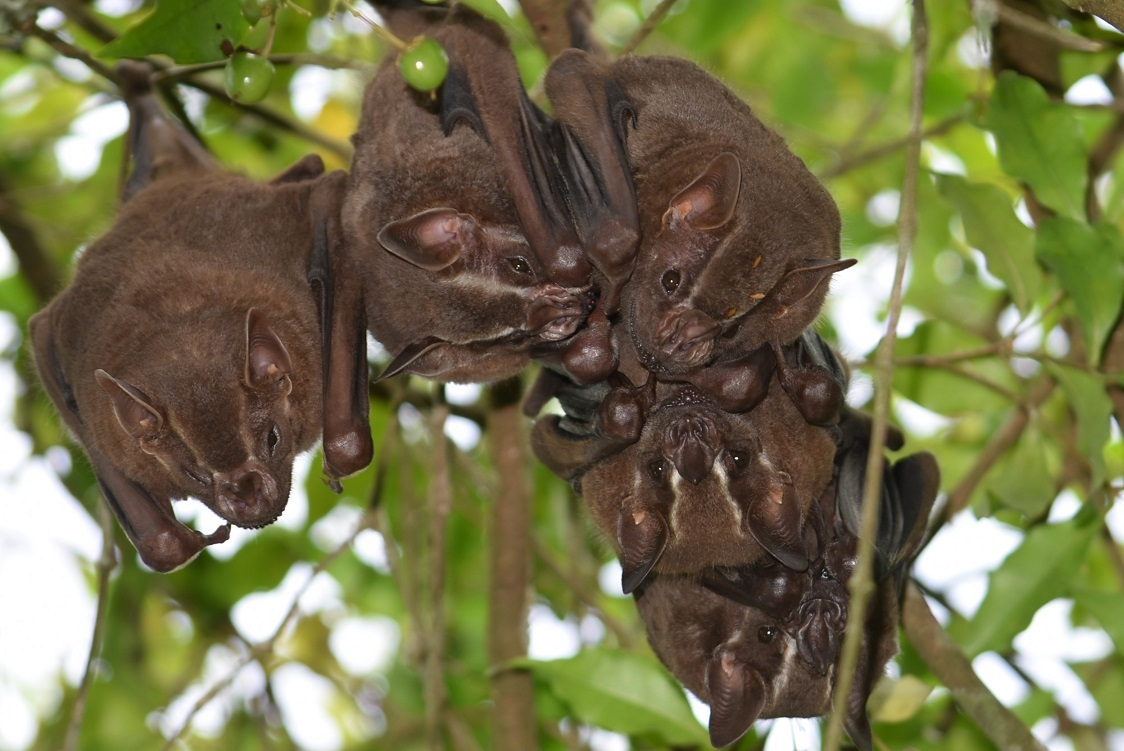
Bando de morcegos-de-cara-branca

Estes indivíduos costumam habitar árvores, empoleirando-se em galhos ou se estabelecendo em cavidades, porém dispersam para áreas urbanas, onde podem se refugiar em prédios, sendo uma das espécies de morcego mais bem adaptadas ao meio urbano, como enfatiza. Podem pousar de 2,7 a 28 m acima do solo, seja em copas de árvores ou em cavernas (Morrison,1980) e (NOVAES et. al.,2009).
Utilizam-se da ecolocalização para orientação e procura por comida (Stockwell, 2001), como muitos outros morcegos, este é o processo de emitir ondas sonoras e, em seguida, analisar os ecos de retorno para determinar a localização de alimentos ou obstáculos próximos.

## Descrição

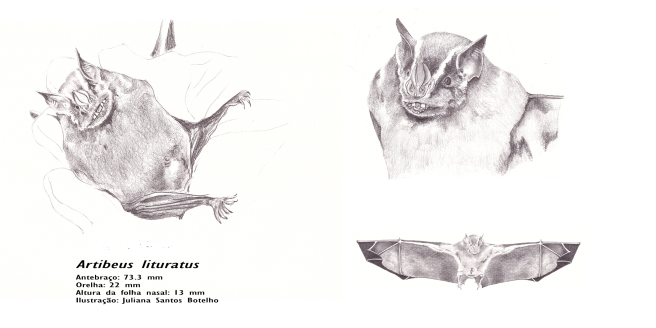
Ilustração feita a partir de um registro fotográfico

O Morcego-de-cara-branca normalmente apresentam cor marrom escuro, pesa entre  44 e 87 g, com envergadura de 32 a 33 cm (PASSOS et. al., 2003), sendo então considerado um dos maiores morcegos brasileiros. Estes indivíduos possuem parte ventral do corpo sempre mais clara que a dorsal, na face há duas listras brancas, largas e bem delimitadas que se estendem da região da folha nasal até as orelhas. A folha nasal apresenta a borda inferior da ferradura fusionada medianamente ao lábio e bordas laterais livres. As asas são da mesma cor do corpo do animal e suas extremidades podem ser brancas, mais claras que as asas ou da mesma cor da asa. A membrana interfemoral é larga e moderadamente peluda, com pelagem mais densa na parte dorsal (RUI et. al.,1999).

## Ecologia

### Dieta
A dieta é baseada em insetos, folhas e principalmente frutos, cujas sementes são dispersas em voo (NOVAES, 2009). Consomem maior proporção frutos do que folhas, 89% frutos, 13% folhas da sua dieta, entre os frutos Cecropia sp. foi o mais consumido (26%), seguido de Musa paradisiaca (20%), Myrciaria jaboticaba (18%) e Prunus persica (17%). Eugenia uniflora, Syzygium jambos, Eryobotrya japonica e Carica papaya estes juntos corresponde a 16% da dieta (PASSOS et. al.,2003).
Os Morcegos-de-cara-branca geralmente se empoleiram nas árvores durante o dia, mas alteram o local de dormitório dentro de áreas que varia de 0,5 a 2,5 ha. Esses morcegos mudam o comportamento alimentar de acordo com o luar, nas noites em que as luas cheias ocorrem, os tempos de alimentação e forrageio diminuem. Acredita-se que façam isso para evitar serem vistos por predadores como corujas (Morrison, 1980).
Os indivíduos desta espécie demonstra um comportamento de forrageamento em grupo, onde os batedores são designados para localizar árvores com frutas e depois volta ao harém, do harém mais tarde seguirá os batedores até o local da árvore para se alimentar. Costumam remover a fruta das árvores e a levam de volta a uma área de alimentação. Os morcegos vão voar ao redor da fruta, dar uma mordida e executar um movimento de torção para remover a fruta da árvore. Podem se alimentar de frutas de várias árvores, variando de 2 a 5 árvores frutíferas em uma noite (Oprea et. al, 2007).

### Predadores

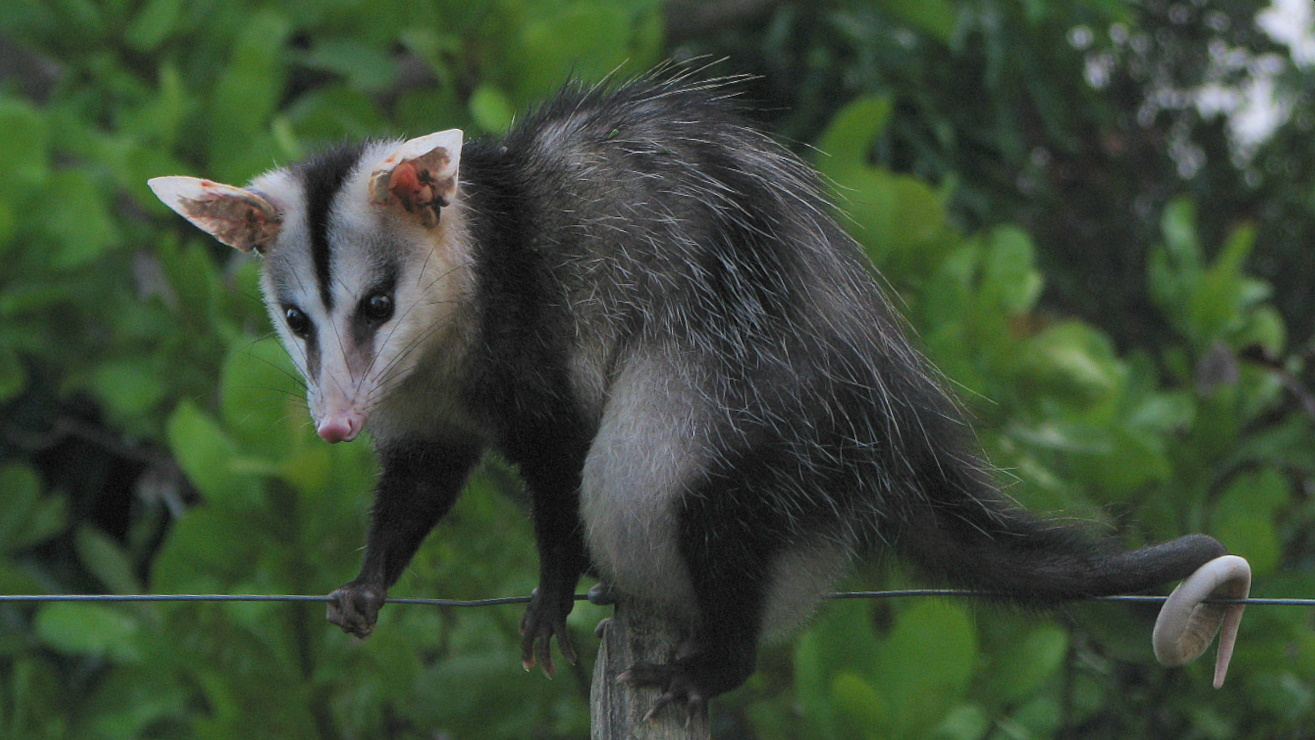
Didelphis albiventris

O Didelphis albiventris (gambá de orelha branca) é um predador oportunista da espécie. Foi constatado pela primeira vez a predação de indivíduos de da espécie por indivíduos de Didelphis albiventris (Gazarini, 2008)

### Reprodução
Eles vivem em haréns, compostos sempre por apenas um macho e várias fêmeas, variando de 4 a 5 até 15 a 20 membros. No inverno como a disponibilidade de alimentos diminui, os grupos consiste de 4 a 5 membros (Morrison, 1980).
Os padrões reprodutivos variam regionalmente, nas regiões neotropicais do norte são monoestricos (um pico de reprodução anual), e nas regiões do sul, são poliestricos bimodal sazonal (dois picos reprodutivos anuais). O primeiro pico ocorre entre junho e outubro, o segundo de outubro a março. Podem ter de um a dois filhotes (Willig, 1985).

## Importância
São animais que percorrem grandes distâncias, sendo responsáveis pela disseminação de diversas espécies de vegetais (Charles - Dominque et al,1981). Nas fezes da espécie foram observados três tipos de sementes de espécies vegetais pioneiras e/ou colonizadoras, o que pode demonstrar a importância do morcego para regeneração de áreas modificadas (Tabarelli & Mantovani (1997).